# Cytadela (gra komputerowa)
Cytadela – strzelanka pierwszoosobowa stworzona w roku 1995 przez Virtual Design i wydana przez gdański Arrakis.
Pomysł na stworzenie gry powstał, gdy Paweł Matusz przeczytał w jednej z recenzji Dooma, że gra podobnego kształtu nie jest możliwa do zaprogramowania na Amidze z powodu ograniczeń wyświetlania grafiki. Pierwszy działający prototyp stworzył w trzy tygodnie. Do projektu zaprosił trzech kolegów z demoscenowej grupy Suspect. Wszyscy byli nastolatkami, a proces tworzenia gry nie różnił się od procesu tworzenia dem, poza ustaleniu procentowego udziału w zyskach dla każdego współtwórcy. Na cele stworzenia gry przyjęli nazwę Virtual Design. Projekt powstawał w tajemnicy, nawet koledzy z grupy Ego, twórcy Za Żelazną Bramą, uczęszczający na te same copy party nie wiedzieli o jego powstawaniu.
Właściwą rozgrywkę poprzedzało kilkuczęściowe intro, co nie było standardem w grach na Amigę, autorstwa Artura Bardowskiego, tworzone przez cztery miesiące. Sekwencje filmowe zgrywano z kamery VHS, a Bardowski obrabiał ręcznie każdą klatkę. W grze znalazło się również outro. Materiały wideo zajęły 3 z 5 dyskietek, na których wydano grę, co było dobrym wynikiem, dzięki opracowanemu przez Matusza algorytmowi kompresji grafiki. Intro i outro są udźwiękowione mową, którą nagrali koledzy Opali.
Fabuła gry przenosi gracza na planetę B104-GS12, gdzie znajduje się tajny kompleks budynków, w którym przeprowadzono eksperymenty genetyczne, i z którym urwał się kontakt. Gracz musi zbadać przyczynę tego stanu rzeczy, jednak przy lądowaniu jego statek X16 z 1000-osobową załogą zostaje zniszczony. Postać gracza eksploruje rozległe pomieszczenia i labirynty na ośmiu poziomach (są też dostępne misje treningowe), eliminując przeciwników, a jego celem jest zniszczenie całej kolonii karnej, po zebraniu fragmentów bomby. W pomieszczeniach znajdują się dodatkowe elementy scenerii, takie, jak na przykład ogień, czy kołyszące się łańcuchy, co również było nowością dla platformy Amiga. Do dyspozycji gracza oddanych jest sześć rodzajów broni.
Gra powstawała na Amidze 500 i jako taka dawała się też na tym komputerze uruchomić, choć tylko w niewielkim oknie (czasopismo Amiga Action zrecenzowało grę jako ułożoną pod komputery Amiga 1200 nawet nie wiedząc o jej faktycznych wymaganiach). Koderzy, pochodząc z demosceny, specjalizowali się w optymalizacji kodu pod określony sprzęt.
Jako że recenzje polskich produkcji w zagranicznych pismach były rzadkie, promocję powierzono wydawcy, Arrakis Software. Dzięki rozsyłce egzemplarzy gry do firm zachodnich, udało się podpisać umowę dystrybucyjną z Black Legend – dzięki temu Cytadela pod nazwą Citadel trafiła m.in. do Niemiec (gdzie jednak postaci ludzkie trzeba było zamienić na cyborgi). Citadel trafiła na pierwsze miejsce sprzedaży w jednym z krajów zachodniej Europy. W Polsce sprzedano od 1500 do 2500 legalnych egzemplarzy.
Niestety, twórcy nie byli wynagradzani przez dystrybutora, co doprowadziło do procesu sądowego. Nie sposób było wykazać sprzedaży gry poza granicami kraju i przez to należnych twórcom kwot, proces toczył się jedynie o sprzedaż na terenie Polski. Uniemożliwiło to też wydanie sequela gry o roboczej nazwie Twierdza.
Fani pierwowzoru dokonali późniejszej konwersji gry na platformy PC i Macintosh i wydali je za zgodą autorów pierwowzoru.